# Shulamith Shahar
Pour les articles homonymes, voir Shahar.
Shulamith Shahar (en hébreu : שולמית שחר), née le 18 juin 1928 à Riga (République de Lettonie) et morte le 9 janvier 2025, est une historienne et médiéviste israélienne d'origine lettone.

## Biographie
Shulamith Shahar naît en 1928 à Riga en République de Lettonie dans une famille russophone. Elle est la plus jeune des trois filles de l'industriel Moshe Weinstock et de sa femme Deborah. En 1933, sa famille émigre en Palestine mandataire et s'installe à Haïfa. 
Shulamith Shahar fait ses études universitaires à Jérusalem où elle obtient un master, tout en enseignant dans un lycée.
Shulamith Shahar poursuit ses études à Paris et elle réalise une thèse de doctorat intitulée Morale et politique en France au temps de Charles V sous la direction de Michel Mollat en 1965. Shahar obtient ensuite un poste d'enseignement et de recherche à l'université de Tel Aviv.
Elle épouse en 1954 en secondes noces l'écrivain David Shahar et le couple a deux enfants, notamment le sinologue Meir Shahar.

### Activités éditoriales
Shulamith Shahar publie en 1981 Fourth Estate: A History of Women in the Middle Ages.
Elle publie Childhood and the Middle Ages en 1990 et Growing Old in the Middle Ages: Winter Clothes Us in Shadow and Pain (1995).
Elle traduit la correspondance d'Abélard et Héloise du latin en hébreu.

## Distinction
2003 : prix Israël en histoire générale.